# Toko (Cameroun)
Pour les articles homonymes, voir Toko.

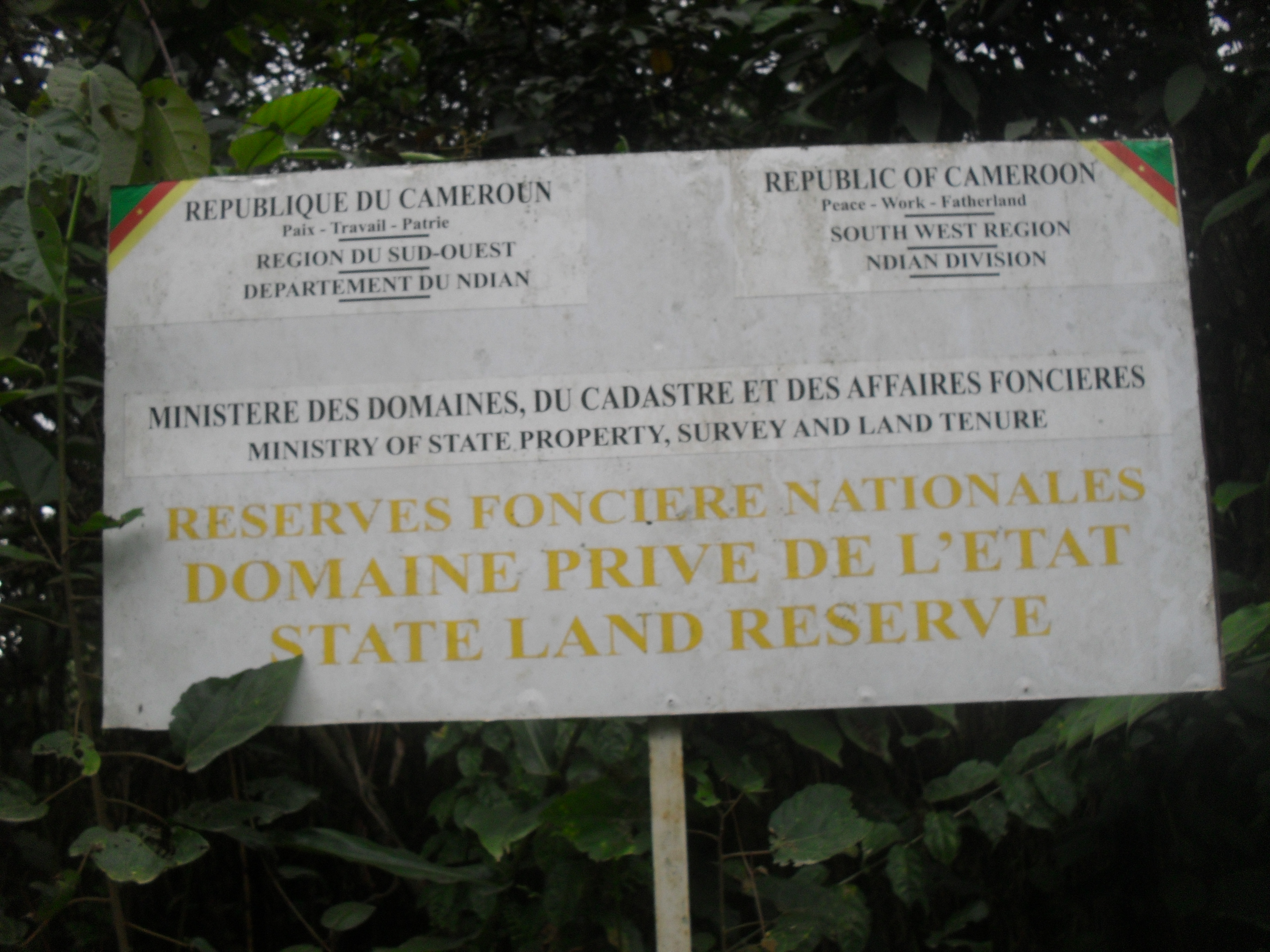
Plaque de signalisation de la réserve de forêt de Rumpi Hills dans la commune de Toko

Toko est une commune du Cameroun située dans la région du Sud-Ouest et le département du Ndian.

## Géographie
| Eyumodjock | Mamfé    | Nguti        |
| Mundemba   | Toko     | Konye        |
|            | Mundemba | Dikome-Balue |

## Population
Lors du recensement de 2005, la commune comptait 7 035 habitants.

## Structure administrative de la commune
Outre Toko proprement dit, la commune comprend les villages suivants  :
- Babiabanga
- Banyo
- Bareka
- Betika Ngolo
- Bokuba
- Bombange
- Burumba
- Bweme
- Dibonda
- Dienge
- Dikome Ngolo
- Esukutan
- Iboko
- Ijowe
- Ikenge
- Ikoi
- Ikoti
- Ilondo
- Ipongi
- Itali
- Iwasa
- Iyombo
- Kilikile
- Lipenja I
- Lobe
- Madie I
- Manya
- Massaka
- Mayeka
- Mobenge
- Moboka
- Mofako
- Ndoi
- Ngamoki
- Tombe